# Dyckia braunii
Espèce
Classification APG III (2009)
Dyckia braunii est une espèce de plantes à fleurs de la famille des Bromeliaceae, endémique du Brésil et décrite en 1990.

## Distribution
L'espèce est endémique de l'État de Goiás dans le centre du Brésil.

## Description
Selon la classification de Raunkier, l'espèce est chamaephyte ou hémicryptophyte.